# Bartlett Joshua Palmer
 (mars 2019).
Si vous disposez d'ouvrages ou d'articles de référence ou si vous connaissez des sites web de qualité traitant du thème abordé ici, merci de compléter l'article en donnant les références utiles à sa vérifiabilité et en les liant à la section « Notes et références ».
 (avril 2022).
Pour les articles homonymes, voir Palmer.
Bartlett Joshua (B.J.) Palmer, né le 14 septembre 1882 à What Cheer (Iowa) et décédé le 21 mai 1961 à Sarasota (Floride), est un défenseur et fondateur de la chiropratique. Il est le fils de Daniel David Palmer, considéré comme l'un des fondateurs de cette discipline.

## Enfance
B.J. Palmer est né le 14 septembre 1882 à What Cheer, Iowa, dans une fratrie de 4 enfants. Il habite avec sa famille à l'arrière d'une épicerie ou son père travaille. 
En 1885, sa mère décède de maladie. Après s'être installé avec une nouvelle épouse, D.D. emmène sa famille à Letts, dans l'Iowa, où il travaille comme instituteur et magnétiseur. Il développe alors des pratiques chiropratiques.

## Carrière
Bien que Barlett travaille avec son père dans les premiers temps, il a de nombreux désaccords avec ce dernier. Néanmoins, il poursuit ses travaux en les développant techniquement et en les adaptant aux connaissances scientifiques de l'époque. 
En 1902, il fonde une école de chiropratique près de Chicago.
Dans les années 1930, Bartlett met au point une technique chiropratique en cas de subluxation de l'os atlas et de l'axis afin de restaurer une mobilité perdue et de permettre au système nerveux de s'exprimer dans son plein potentiel, le traitement « hole in one ». Palmer a alors pour théorie que l'origine d'une majorité de troubles neuro-musculo-squelettiques résultent d'une mauvaise position de l'atlas, que l'on peut corriger par un ajustement extrêmement spécifique et sophistiqué appelé le « Toggle Recoil ». Toujours d'après lui, si la position de I'atlas est bonne, les réflexes neurophysiologiques de tout le corps s'en trouvent améliorés. La méthode Palmer enseignée à la Palmer School of Chiropractic sera complétée par la suite par d'autres méthodes de chiropractie spécifique des cervicales supérieures, celles de Clay Thompson et Clarence Gonstead. Si le « Hole in One » de B.J. Palmer a été beaucoup copié, seule la technique d'origine et les extensions pré-citées ont l'agrément de la Fédération Mondiale De Chiropratique.

## Publications
- (en) The Subluxation Specific, Bartlett Joshua Palmer
- The Adjustment Specific, Bartlett Joshua Palmer

## Source de la traduction
- (en) Cet article est partiellement ou en totalité issu de l’article de Wikipédia en anglais intitulé « B. J. Palmer » (voir la liste des auteurs).